# Rivière des Deux Orignaux
Rivière des Deux Orignaux är ett vattendrag i Kanada.   Det ligger i provinsen Québec, i den östra delen av landet, 500 km norr om huvudstaden Ottawa. Rivière des Deux Orignaux ligger vid sjöarna  Lac du Coeur Pendant och Lac Mechamego.
I omgivningarna runt Rivière des Deux Orignaux växer i huvudsak barrskog. Trakten runt Rivière des Deux Orignaux är nära nog obefolkad, med mindre än två invånare per kvadratkilometer.